# 2932 Kempchinsky
A 2932 Kempchinsky (ideiglenes jelöléssel 1980 TK4) egy kisbolygó a Naprendszerben. Carolyn Shoemaker fedezte fel 1980. október 9-én.